# 柳荘
柳 荘（りゅう そう、生没年不詳）は、中国の南朝梁・後梁・北周・隋の政治家。字は思敬。本貫は河東郡解県。

## 経歴
梁の霍州刺史の柳霞の子として生まれた。岳陽王蕭詧の下で諮議参軍となり、法曹参軍に転じた。済陽の蔡大宝の娘を妻に迎えた。蕭詧が後梁の帝を称すると、中書舎人に任ぜられた。後梁の給事黄門侍郎・吏部郎中・鴻臚卿を歴任した。
楊堅が北周の政権を掌握すると、後梁の蕭巋は柳荘を使者として入関させた。楊堅は柳荘を厚遇し、帰還のときには柳荘の手を取って送別した。尉遅迥の乱が起こると、後梁の将帥たちの多くは尉遅迥と結ぼうと考えていたが、柳荘は楊堅と結ぶべきことを主張して、蕭巋に容れられた。
開皇元年（581年）、楊堅が隋の文帝として即位すると、柳荘は再び入朝した。晋王楊広が蕭妃（蕭巋の娘）を迎えることとなり、柳荘は長安と江陵の間を数度往来した。蕭琮が立つと、柳荘は太府卿となった。後梁が廃されると、柳荘は隋の開府儀同三司となり、まもなく給事黄門侍郎に任ぜられた。柳荘は古の制度に通じ、政見も優れていたので、蘇威や高熲らに重んじられた。同官の陳茂に敵視され、しばしば讒言されて、文帝に疎んじられるようになった。
開皇11年（591年）、徐璒らが江南で乱を起こすと、柳荘は行軍総管長史として乱の鎮圧にあたった。徐璒が平定されると、柳荘は饒州刺史に任ぜられ、治績を挙げた。数年後、在職中に死去した。享年は62。

## 伝記資料
- 『隋書』巻66 列伝第31
- 『北史』巻77 列伝第65